# Colruyt

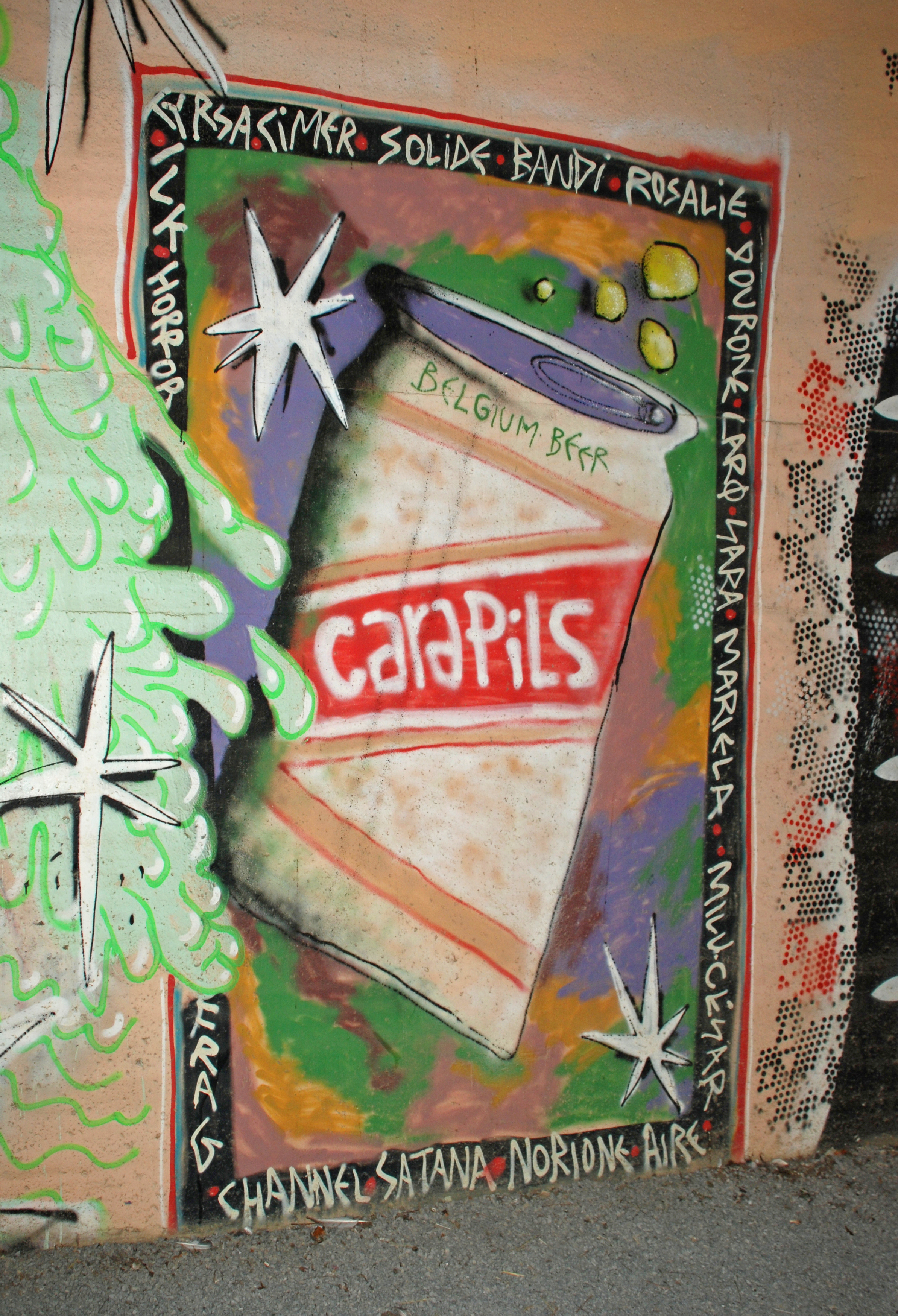
Cara, uma marca de Colruyt, ilustrada aqui por uma lata de Pils em um mural da estação de trem Louvain-la-Neuve (Bélgica).

Colruyt Group, mais simplesmente Colruyt (anteriormente Etablissementen Franz Colruyt N.V. - Établissements Franz Colruyt S.A.) é uma empresa familiar belga que é também um dos principais concorrentes desse país no sector do retalho. Foi fundada em 1925 por Franz Colruyt e hoje comercaliza diferentes marcas, nomeadamente a cadeia de supermercados de desconto que tem o seu nome. A empresa está sediada em Halle e tem uma presença comercial na Bélgica, em França, no Luxemburgo e nos Países Baixos.
A divisão de supermercados é área mais rentável da empresa, na Bélgica a Colruyt possui mais de 200 lojas e as suas maiores concorrentes são as alemãs Aldi e Lidl.